# Eumerus terminalis
Eumerus terminalis är en tvåvingeart som beskrevs av Abreu 1924. Eumerus terminalis ingår i släktet månblomflugor, och familjen blomflugor.
Artens utbredningsområde är Kanarieöarna. Inga underarter finns listade i Catalogue of Life.